# Пет пријатеља
Пет пријатеља (енгл. The Famous Five) серијал је авантуристичких романа за децу британске књижевнице Инид Блајтон. Главни ликови романа су четворо деце и њихов пас, а радња у серијалу прати ову петорку кроз низ пустоловина. Романи су намењени деци узраста од 8 до 12 година. Први роман под називом Пет пријатеља на острву с благом објављен је 1942. До краја 1953. одштампано је и продато више од 6 милиона примерака књига. Укупна продаја премашује 100 милиона примерака. Скоро сви наставци су екранизовани.

## Радња у романима
Ликови у серијалу Пет пријатеља осмишљени су тако да се и данас могу наћи у било којој групици другара. Најстарији лик је дванаестогодишњи Џулијан, Дик и Ен су његови млађи брат и сестра, а придружује им се Џорџина са својим псом Тимијем. Најчешће се окупљају за време школског распуста, када се враћају кући из интерната у којима се школују. Током својих авантура петорка често упада у
неприлике из којих би се и много зрелије особе тешко искобељале. Ипак, свака њихова авантура се завршава срећно, захваљујући њиховој интелигенцији, упорности, и спремности да раде заједно, како би превазишли проблеме. У својим авантурама деца често наилазе на кријумчаре, изгубљено благо и сл. Понекад је радња смештена у близини породичне куће девојчице Џорџине у Дорсету. Ова и друге куће које деца посећују старе су више стотина година и често имају тајне пролазе или тунеле које користе кријумчари. У неким књигама деца одлазе на камповање, планинарење или одмор. Амбијент је готово увек руралан, што омогућава деци да открију задовољство боравка у природи: живописна острва, енглеска и велшка села, морску обалу, као и пикник на отвореном, путовање бициклима, купање у мору итд.
Књиге се могу свидети свакој генерацији читалаца, али најзанимљивије их је читати управо у узрасту у ком су сами ликови. Без обзира на разлику од пола века, свако дете се може препознати у доживљајима Пет пријатеља.

## Ликови у серијалу

### Главни ликови - петорка
- Џулијан је најстарији члан петорке, Џорџинин рођак и старији брат Дика и Ен. Он је висок, снажан, интелигентан, али и брижан, одговоран и љубазан. Џорџинина мајка Фани често истиче његову оштроумност и поузданост. Он је вођа групе и заштитнички настројен према својој млађој сестри Ен. На почетку серијала Џулиан је имао 12 година.
- Дик је дечак са помало дрским смислом за хумор, али је истовремено поуздан и љубазан. Он и Џорџина су вршњаци, годину дана млађи од Џулијана и исто толико старији од Ен. На почетку серијала имају 11 година. Дик је веома брижан према Ен и даје све од себе да је охрабри када се уплаши. У првом роману одиграо је херојску улогу, а петорку спашава и у многим каснијим пустоловинама.
- Ен  је најмлађа у групи и најчешће преузима улогу домаћице током камповања. Као најмлађа, често се највише плаши и не ужива у пустоловинама колико и остали. У првом роману има 10 година. Некада јој је „језик бржи од памети”, али је храбра и сналажљива попут других. Воли да се занима кућним пословима као што су планирање, организовање и припрема оброка, брине да сви буду чисти и уредни, без обзира да ли се налазе у кући, шатору, пећини или камп- кућици. У роману Пет пријатеља на кријумчарском врху речено је да је клаустрофобична и да се плаши скучених простора јер је подсјећају на ружне снове које има. Ово само показује колико је заправо храбра пошто пустоловине најчешће воде петорку у тунеле, бунаре, тамнице и друге потенцијално клаустрофобичне просторе.
- Џорџина, тј. Џорџ, дјевојчица је која се понаша као дечак и инсистира да је зову „Џорџ”. Често је, због њене кратке фризуре и мушке одеће, замене за дечака. Као и њен отац, научник Квентин Кирин, и она има експлозивну нарав. Тврдоглава је, али изузетно одана онима које воли. Некада је изузетно својеглава и узрокује невоље мајци и рођацима. Веома је посесивна према свом псу Тимију. У једном интервјуу Инид Блајтон је признала да је лик Џорџине обликовала према себи.[4] Савремена протумачења дела Инид Блајтон сматрају да је Џорџина имала родну дисфорију, али Хуго Рифкинд у часопису Тајмс сугерише да Блајтонова, због својих конзервативних схватања, вероватно није имала ту намеру.[5]
- Тимоти (Тими)је Џорџинин верни пас. Оштроуман је, нежан и одан групи, а нарочито Џорџини. У многим ситуацијама деци обезбеђује физичку заштиту. Џорџина га обожава и мисли да је он најбољи пас на свету. Често се наљути уколико га неко вређа. У првом роману из серијала родитељи јој бране да га задржи, па је она присиљена да га скрива код рибаревог сина у селу. После прве пустоловине допуштају јој да га задржи. Џорџ сматра да Тими разуме све што му се каже.

### Блиски пријатељи
- Алф је дечак и рибар из оближњег села. Појављује се у већини књига смештених на острву Кирин. У првој књизи, пошто родитељи бране Џорџини да чува пса, Алф га чува, а Тими обожава дечака. У каснијим књигама Алф чува Џорџинин чамац.
- Џозефина или Џо је бистра, али дивља дјевојчица. Придружује се Петорци у неколико пустоловина. Приближно је истих година као остала деца и понаша се мушкобањасто попут Џорџине. Родитељи су јој радили у циркусу, али ју је мајка напустила, а отац завршио у затвору због крађе. Она се посебно диви Дику.
- Џоана је куварица у Џорџининој кући. Изузетно је љубазна жена и најчешће је присутна у вили Кирин када су стриц Квентин и тета Фани одсутни. Деца су јој веома привржена.

### Породица
- Стрина Фани је Џорџинина мајка, а стрина осталој деци. Приказана је као централна мајчинска фигура у животима деце.
- Стриц Квентин је Џорџинин отац, светски познат научник ког су у неколико пустоловина отели. Изузетно је темпераментан и не баш претерано толерантан према деци, али несумњиво воли своју породицу.
- Џулијанова, Дикова и Енина мајка је веома фина жена. У роману Пет пријатеља и циркуска трупа замолила је свог супруга да дозволи деци да путују у камп- кућицама.[3]

## Романи у серијалу (хронолошки)
Романе из серијала Пет пријатеља Инид Блајтон објавила је у периоду од 1942. до 1963. године. Први преводи ових романа, прво на хрватски, а затим и на српски језик, појавили су се 1990. године, а објављују се и даље. Код неких романа постоје варијације у преводу наслова, па је тако, на пример, прво издање романа Five on a Hike Together у првом српском издању из 1997. објављено као под насловом Петорка тумара заједно, док је 2011. наслов овог романа Пет пријатеља на излету.
1. Пет пријатеља на острву са благом (Five on a Treasure Island, 1942)
2. Пет пријатеља у новој авантури(Five Go Adventuring Again, 1943)
3. Пет пријатеља у бекству (Five Run Away Together, 1944)
4. Пет пријатеља на Кријумчарском врху (Five Go to Smuggler's Top, 1945)
5. Пет пријатеља и циркуска трупа (Five Go Off in a Caravan, 1946)
6. Пет пријатеља поново на острву Кирин (Five on Kirrin Island Again, 1947)
7. Пет пријатеља на камповању (Five Go Off to Camp, 1948)
8. Пет пријатеља у невољи (Five Get into Trouble, 1949)
9. Пет пријатеља у опасности (Five Fall into Adventure, 1950)
10. Пет пријатеља на излету  (Five on a Hike Together, 1951)
11. Пет пријатеља и напуштени замак (Five Have a Wonderful Time, 1952)
12. Пет пријатеља на мору (Five Go Down to the Sea, 1953)
13. Пет пријатеља у Тајанственој пустари (Five Go to Mystery Moor, 1954)
14. Пет пријатеља у детективској авантури (Five Have Plenty of Fun, 1955)
15. Пет пријатеља на тајном трагу (Five on a Secret Trail, 1956)
16. Пет пријатеља на планини Биликок (Five Go to Billycock Hill, 1957)
17. Пет пријатеља у шкрипцу (Five Get into a Fix, 1958)
18. Пет пријатеља на фарми Финистон (Five on Finniston Farm, 1960)
19. Пет пријатеља на демонским стенама (Five Go to Demon's Rocks, 1961)
20. Пет пријатеља решава мистерију (Five Have a Mystery to Solve, 1962)
21. Пет пријатеља у последњој авантури   (Five Are Together Again, 1963)

## Критички осврт на серијалПет пријатеља
Наизглед вечита младост Петорке, која доживљава свет кроз бескрајни распуст а да не остари значајно, алат је познат као плутајући временски след који се користи у белетристици, посебно у дуготрајним серијалима. Овај алат омогућава ток епизода без дефинисане крајње тачке, али се на овај начин губи осећај за одрастање ликова. Џ. К. Роулинг је, коментаришући свој серијал о Харију Потеру, нагласила да је намерно у свом делу ово избегла: „у четвртој књизи ће се покренути хормони - не желим да се заглави у стању трајног предпубертета као јадни Џулијан у Славној Петорци!"